# Amaga expatria
Amaga expatria ist eine Art der Landplanarien in der Unterfamilie Geoplaninae. Die Art wurde auf der Insel Grand Bermuda gefunden.

## Merkmale
Amaga expatria hat einen abgeflachten Körper, der kriechend eine Länge von 90 Millimetern und eine Breite von 8 Millimetern aufweist. Die Rückenfärbung ist mittelbraun, zum Vorderende hin ist die Färbung dunkelbraun. Auf dem vorderen Drittel zeigen sich zwei schmale dunkelblaue Längsstreifen, die nach hinten hin verblassen. Bei Aufsicht verjüngt sich der Körper vom Pharynx sowohl zum Vorder- als auch zum Hinterende hin. Viele Augen verteilen sich entlang der seitlichen Körperränder im vorderen Bereich, jedoch nicht an der Spitze. Weiter hinten verteilen sie sich auch zum Rücken hin, jedoch nicht bis zur Mittellinie. Die Kriechsohle nimmt die komplette, flache Bauchseite ein.
Zum Kopulationsorgan gehört eine Penispapille innerhalb der männlichen Geschlechtshöhle, genauer eine kleine Penispapille, die am proximalen Ende des gefalteten Atrium genitale sitzt.

## Verbreitung
Der Holotyp wurde in einem botanischen Garten im Verwaltungsgebiet Paget Parish auf Bermuda entdeckt. Vermutlich wurde die Art vom Menschen auf die Insel eingeführt.

## Etymologie
Das Artepitheton expatria setzt sich aus den lateinischen Wörtern ex (dt. aus, heraus) und patria (dt. Vaterland) zusammen. Der Name nimmt Bezug darauf, dass die Art wahrscheinlich vom südamerikanischen Kontinent auf die Bermudas eingeschleppt wurde.